# Maxiprocesso alla Nuova Camorra Organizzata
Il maxiprocesso alla Nuova Camorra Organizzata (o maxiprocesso di Napoli, maxiprocesso alla camorra, oppure "processo del secolo" o "caso Tortora") fu un processo penale che fu celebrato a Napoli contro la Nuova Camorra Organizzata (o NCO) di Raffaele Cutolo tra il 1985 e il 1987 (per il filone principale).
Si distinse per il maxi-blitz del 17 giugno 1983 in cui furono arrestate oltre 800 persone in tutta Italia, oltre ad alcune persone famose della politica e dello spettacolo (tra cui Enzo Tortora).

## Descrizione

### Antefatti
All'inizio degli anni '70 fu fondata una nuova associazione camorristica di tipo verticistico da un criminale proveniente dalla provincia di Napoli, Raffaele Cutolo, ispirata a una società camorristica del XIX secolo (la Bella Società Riformata).
Pur stando già in carcere (il carcere di Poggioreale) e servendosi di sua sorella Rosetta, Cutolo riesce a far crescere la NCO attraverso investimenti oculati, a tangenti imposte e all'attrazione di sempre nuovi affiliati che avevano paura della penetrazione della mafia siciliana in Campania.
A inizio anni '80 la NCO è già molto potente, ma deve scontrarsi con una crescente organizzazione rivale, la Nuova Famiglia, da cui scaturirà una violenta faida tra le due organizzazioni che vedrà la prima indebolirsi irrimediabilmente.
Durante la cruenta faida, diversi criminali iniziano a dissociarsi dalla NCO e a voler collaborare con la giustizia. In particolare si distinguono tre pentiti principali (Giovanni Pandico, Pasquale Barra e Giovanni Melluso), per mezzo delle cui testimonianze si sarebbe proceduto a un grande blitz delle forze dell'ordine di lì a poco. Il Procuratore capo di Napoli, Francesco Cedrangolo, insieme agli investigatori, comunicò che le indagini avevano richiesto la redazione di un rapporto di 3.800 pagine, che la stampa riferì fu subito ribattezzato "la Treccani della camorra" e che contenevano anche riferimenti al caso Cirillo.

### Il maxi-blitz (17 giugno 1983)

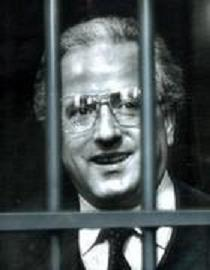
Raffaele Cutolo nel 1986, durante il processo.

Dopo aver raccolto molte testimonianze da parte dei pentiti e aver apparentemente riscontrato la veridicità dei fatti raccontati, gli inquirenti decisero di passare all'azione nella notte del 17 giugno 1983, facendo arrestare 856 persone in oltre 30 province italiane.
Il maxi-blitz fece scalpore sia perché si trattava del primo di tale entità (ne sarebbero seguiti altri contro le varie organizzazioni mafiose italiane nel 1984-1985), sia perché furono arrestati anche diversi personaggi pubblici molto noti, tra cui vari politici locali (il sindaco di Sant'Antonio Abate Giuseppe D'Antuono, Salvatore La Marca e altri), amministratori (il presidente dell'Avellino Calcio Antonio Sibilia), criminali (oltre a Cutolo stesso e i suoi uomini, anche Renato Vallanzasca) e uomini dello spettacolo (la cantante Alba Miglioretti, Franco Califano e soprattutto Enzo Tortora, il cui arresto farà partire sin da subito un caso mediatico di grande rilevanza nazionale).
Oltre 10.000 agenti delle forze dell'ordine furono impiegati complessivamente e il paese natale di Cutolo, Ottaviano, fu letteralmente occupato militarmente.

### Il processo
Sin da subito apparve chiaro che un processo che avrebbe avuto più di 1000 persone coinvolte (oltre ai 711 imputati, anche avvocati difensori e altre figure giudiziarie) non si sarebbe potuto svolgere in un'aula ordinaria di giustizia, per cui si ordinò di costruire un'aula bunker nel carcere di Poggioreale, simile a quella che si stava costruendo a Palermo.
Dato l'ingente numero di imputati, si decise di dividere il processo in tre tronconi: il primo - di 252 imputati - vedeva un ruolo fondamentale nella confessione dei pentiti e includeva alcuni dei personaggi di spicco (tra cui Califano), il secondo troncone - di 196 imputati - pure vedeva un ruolo importante per i pentiti stessi e si riferiva al traffico di droga (Tortora fu inserito in questo gruppo), mentre nel terzo i fatti processuali erano preponderanti rispetto alle testimonianze dei dissociati.
Il 17 luglio 1984 Tortora e molti altri indagati vengono rinviati a giudizio.

#### Primo filone
Il processo di 1º grado partì il 4 febbraio 1985 (per Tortora, messo nel secondo gruppo, il 20 febbraio); i tre giudici erano Luigi Sansone, Gherardo Fiore e Orazio Dente Gattola, mentre l'accusa era rappresentata dai p.m. Diego Marmo (protagonista mediatico del processo), Lucio Di Pietro e Felice di Persia. Il 17 settembre 1985 si chiuse il 1° grado (dopo una settimana di camera di consiglio) e Tortora ricevette una delle condanne più dure: fu condannato a dieci anni di carcere e 50 milioni di lire di multa, principalmente per le accuse di altri pentiti. A Franco Califano furono comminati 4 anni e mezzo di carcere. Vi furono 756 anni di carcere comminati a un totale di 137 imputati, più un centinaio di assoluzioni. Il caso di Enzo Tortora (o "caso Tortora") fece molto discutere e aprì un ampio dibattito intellettuale e anche politico.
Il 15 settembre 1986 l'appello si chiude con l'assoluzione di Tortora, di Califano e di molti altri imputati, un centinaio dei quali riconosciuti addirittura come casi di omonimia. Il 5 novembre Cutolo ricevette, invece, un doppio ergastolo per l'omicidio del suo luogotenente Antonino Cuomo e consorte, mentre il 16 marzo 1987 viene condannato di nuovo all'ergastolo per l'omicidio di Giuseppe Salvia.
Il 13 giugno 1987 la Cassazione confermerà la versione dell'appello e le assoluzioni per la maggior parte degli imputati (tra cui Tortora e Califano).

#### Altri tronconi
Anche nel secondo troncone le dichiarazioni dei pentiti non furono in buona parte ritenute credibili e le accuse vennero in gran parte smontate.
Gli imputati smistati nel terzo troncone invece, poiché si vedevano messi di fronte a fatti processuali ben precisi e non alle semplici dichiarazioni di pentiti, ammisero quasi tutti le loro responsabilità e ottennero così le attenuanti generiche.

## Conseguenze
Il "caso Tortora" dette la spinta propulsiva al referendum del 1987 sulla responsabilità civile dei magistrati: l'80,2 % dei votanti si espresse per l'abrogazione "degli articoli 55, 56 e 74 del codice di procedura civile", che escludevano la responsabilità. Poco tempo dopo, il Parlamento approvò la Legge 13 aprile 1988, n. 117 sul "Risarcimento dei danni cagionati nell'esercizio delle funzioni giudiziarie e responsabilità civile dei magistrati", nota come «legge Vassalli» (votata da PCI, PSI, DC), il cui disposto faceva ricadere la responsabilità di eventuali errori non sul magistrato, ma sullo Stato, che successivamente poteva rivalersi, in ragione di un terzo di annualità dello stipendio, sullo stesso. La legge Vassalli conteneva anche il divieto di applicazione retroattiva.
Il maxiprocesso fu un colpo mortale per la NCO di Cutolo, che stava già venendo ridimensionata pure dalla faida con la Nuova Famiglia.
A partire dal 1983-1984 esplose il fenomeno del "pentitismo" che consentì di effettuare in appena 2 anni ben 6 maxi-blitz con centinaia di arrestati ciascuno. Il fenomeno del "pentitismo" divenne anch'esso oggetto di dibattito politico.

## Nella cultura di massa
- Il processo a Raffaele Cutolo e ai suoi uomini viene mostrato nella scena finale del film d'esordio di Giuseppe Tornatore del 1986 Il camorrista.
- Il processo è citato in un verso della canzone di Fabrizio De André Don Raffaè (1990), ispirata alla vicenda di Cutolo: «Voi tenete un cappotto cammello / che al maxi-processo eravate 'o cchiu bello, / un vestito gessato marrone / così ci è sembrato alla televisione».[19]
- Il calvario processuale subito da Enzo Tortora è ricostruito nel film-TV Un uomo perbene (1999), andato in onda su Canale 5 e LA7 per la regia di Maurizio Zaccaro, e nella fiction per la Rai Il caso Enzo Tortora - Dove eravamo rimasti? (2012), diretta da Ricky Tognazzi.

## Galleria d'immagini

Franco Califano arrestato nel marzo 1984.
Califano depone di fronte alla corte, 1985.
Pasquale Barra, uno dei principali "pentiti", al maxiprocesso, 1985.
Un momento del maxiprocesso, con alcuni degli imputati tra cui Cutolo.